# Trentepohlia aurantia
Trentepohlia aurantia är en tvåvingeart som beskrevs av Alexander 1920. Trentepohlia aurantia ingår i släktet Trentepohlia och familjen småharkrankar. Inga underarter finns listade i Catalogue of Life.